# Eggert Christopher Knuth (Jurist)

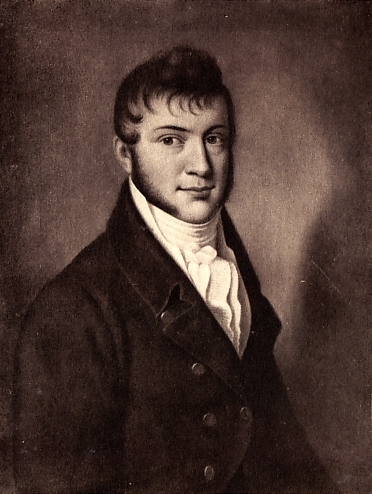
Eggert Christopher Knuth

Eggert Christopher Graf Knuth-Knuthenborg (* 4. April 1786 in Kopenhagen; † 28. Mai 1813 in Sarpen bei Christiania) war ein dänischer Jurist, Amtmann von Akershus und Lehnsgraf.

## Leben
Knuth wurde 1786 in Kopenhagen in die gräfliche Familie Knuth geboren. Sein Vater war der Gutsbesitzer Frederik Knuth, seine Mutter war Juliane Marie Knuth, geborene von Møsting. Ein Jahr nach seiner Geburt wurde sein Bruder Julius Knuth geboren. 1806 schloss Eggert sein Jurastudium ab und wurde noch im selben Jahre Auskultant im Obersten Gerichtshof. 1812 erhielt er den Rang eines Kammerherrn.
Am 12. Dezember 1810 heiratete Knuth in Christiania die sechs Jahre jüngere Karen Marcusdatter Rosenkrantz, Tochter des Politikers und späteren Ersten Ministers Norwegens Marcus Gjøe Rosenkrantz. Sie gebar ihrem Gatten drei Jahre später den Sohn Frederik Marcus Knuth, der später erster Außenminister Dänemarks wurde. Drei Monate nach der Geburt seines Sohnes ertrank Knuth bei einem Unfall in Sarpen bei Christiania. Seine Frau heiratete am 22. Juni 1815 zum zweiten Mal, Ehemann wurde der norwegische Generalmajor Carl Frederik Ferdinand Vilhelm Albrecht Kaltenborn.

## Nachkommen
Aus seiner Ehe mit Karen Rosenkrantz entsprangen zwei Kinder:
- Juliane Marie (* 14. Januar 1812; † 30. März 1878)
- Frederik Marcus Knuth (* 11. Januar 1813; † 8. Januar 1856)

## Vorfahren
| Eggert Christopher Knuth Graf von Knuthenborg | Frederik Knuth Graf von Knuthenborg   | Eggert Christopher Knuth Graf von Knuthenborg           | Adam Christoph von Knuth Graf von Knuthenborg                       |
| Eggert Christopher Knuth Graf von Knuthenborg | Frederik Knuth Graf von Knuthenborg   | Eggert Christopher Knuth Graf von Knuthenborg           | Ida Margrethe von Knuth                                             |
| Eggert Christopher Knuth Graf von Knuthenborg | Frederik Knuth Graf von Knuthenborg   | Maria Knuth, geb. von Numsen                            | Michael von Numsen Generalfeldmarschall                             |
| Eggert Christopher Knuth Graf von Knuthenborg | Frederik Knuth Graf von Knuthenborg   | Maria Knuth, geb. von Numsen                            | Margrethe Marie Thomasine von Numsen, geb. von Ingenhaef            |
| Eggert Christopher Knuth Graf von Knuthenborg | Juliane Marie Knuth, geb. von Møsting | Frederik Christian von Møsting Geheimrat                | Alexander Frederik von Møsting Hofmeister                           |
| Eggert Christopher Knuth Graf von Knuthenborg | Juliane Marie Knuth, geb. von Møsting | Frederik Christian von Møsting Geheimrat                | Christine Elisabeth von Møsting, geb. von Knuth                     |
| Eggert Christopher Knuth Graf von Knuthenborg | Juliane Marie Knuth, geb. von Møsting | Elisabeth Cathrine von Møsting, geb. von Schack Hofdame | Otto von Schack Herr zu Kjærstrup und Bramslykke                    |
| Eggert Christopher Knuth Graf von Knuthenborg | Juliane Marie Knuth, geb. von Møsting | Elisabeth Cathrine von Møsting, geb. von Schack Hofdame | Elisabeth Birgitte von Schack, geb. von Rantzau Herrin zu Kjærstrup |